# Kartoffelkuren
Kartoffelkuren er den populære betegnelse for et økonomisk indgreb under Schlüters regering vedtaget den 13. oktober 1986, oprindelig navngivet af en journalist efter indførelsen i forbindelse med efterårsferien (kartoffelferien).
Kartoffelkuren bestod af en række tiltag, der skulle reducere privat forbrug og låntagning og dermed forøge samfundets opsparing. To af de vigtigste elementer var en afgift på 20 % på renter af forbrugslån samt indførelsen af tvungne mixlån ved finansiering af boligkøb. Indførelsen af mixlån indebar, at der skulle betales højere ydelser ved lån til boliger, idet lån skulle tilbagebetales hurtigere.
Baggrunden for kartoffelkuren var den overophedning af dansk økonomi, der fandt sted fra 1983. Der var store lønstigninger på arbejdsmarkedet, og Danmark oplevede sine største underskud på betalingsbalancen nogensinde. Regeringen slog på denne baggrund bremserne i. 
Med kartoffelkurens indførelse i 1986 blev det dyrere at låne til forbrug og boligbyggeri for den danske befolkning. Kartoffelkuren fulgte oven på skattereformen vedtaget i juni 1985, der også havde til formål at øge husholdningernes opsparing, og som betød en reduktion af rentefradraget for højindkomstgrupper. Skattereformen havde virkning fra 1987.
Kartoffelkuren markerede sammen med 1987-skattereformen starten på de såkaldte "syv magre år", en længere periode med lavvækst og stigende ledighed. Det kom til store prisfald på boliger og erhvervsejendomme, og der var en omfattende finanskrise, jf. artikel om Finanskrisen 1988-1994. I 1987 blev dyrtidsregulering også afskaffet. Der blev gennemført en stram lønpolitik for offentligt ansatte, og der blev fastholdt en stram finanspolitik. Den svage efterspørgsel, herunder også et lavt investeringsniveau blandt andet som følge af en kraftig nedgang i boligbyggeriet, og en stigning i opsparingen medførte, at Danmark i 1990 for første gang i mange år fik overskud på betalingsbalancen. Men prisen var, at ledigheden steg til et rekordhøjt niveau, nemlig knap 14 % i januar 1994.
Under lavkonjunkturen i perioden fra 1987 til 1993 blev det et mål for den økonomiske politik igen at skabe vækst. Tiltagene i kartoffelkuren blev på denne baggrund omgjort. Afgiften på forbrugslån blev afskaffet i 1989 med tilbagevirkende kraft, og systemet med mixlån blev afskaffet af regeringen under ledelse af Poul Nyrup Rasmussen i maj 1993. 

## Fodnoter
1. ↑  En blanding af serielån og annuitetslån